# Diclonomyces eumicrophilus
Diclonomyces eumicrophilus är en svampart som beskrevs av Thaxt. 1931. Diclonomyces eumicrophilus ingår i släktet Diclonomyces och familjen Laboulbeniaceae.   Inga underarter finns listade i Catalogue of Life.